# Bergelmir
Pogledajte također Bergelmir (mjesec).
U nordijskoj mitologiji, Bergelmir je ledeni div, jedan od praotaca divova. 

## Obitelj
Bergelmir je sin Þrúðgelmira i unuk Ymira, prvog ledenog diva, te nećak neimenovanog diva i neimenovane divovske žene. Nije poznato ime Bergelmirove majke, pa je najvjerojatnije on nastao iz Þrúðgelmirova tijela. Na taj je način Ymir stvorio svoju djecu. Hermafroditske kreacije djece koje su koristili divovi bile su za Vikinge čudovišne u usporedbi s razmnožavanjem bogova. Nije poznato ime Bergelmirove supruge.

## Potop
Bogovi Odin, Vili i Ve — sinovi Bestle, Bölþornove kćeri te tako Bergelmirovi rođaci — ubili su zlog Ymira. U Ymirovoj su se krvi utopili svi ledeni divovi osim Bergelmira i njegove žene, koji su se spasili u svom brodu. 
 Nakon potopa, Bergelmir i njegova žena su se nastanili u Jötunheimru, gdje su začeli nov naraštaj divova. Oni su također preci boga Lokija.

## Druge kulture
Bergelmir je očito nordijski pandan biblijskom Noi. Tema općeg potopa poznata je u mnogim mitologijama.
U grčkoj mitologiji, nakon što su ljudi prestali štovati bogove, Zeus je naredio svom bratu Posejdonu da naredi svim vodama da se izliju po cijeloj Zemlji. Deukalion i Pira su preživjeli taj potop u brodu.
Po cijelom svijetu postoje priče o potopu, a ona o Noi zasigurno je najpoznatija. U svima njima bogovi zbog nečega kažnjavaju ljude, obično zbog grijeha ili nepoštovanja, ali u nordijskoj mitologiji rasa ljudi zamijenjena je rasom divova, jer su ljudi nastali tek kasnije, kad je svijet već oblikovan.

## Mjesec
Jedan mjesec planeta Saturna je nazvan po Bergelmiru.